# Каланки (національний парк)
Національний парк Каланки є одним з десяти національних парків Франції, охоплює частину Середземноморського узбережжя у метрополії Екс-Марсель-Прованс. Створений 2012 року, він є першим у Європі національним парком, який включає в себе територію периферії міста, одночасно охоплюючи територію суші та моря. Він простягається вздовж прибережного масиву вапнякових скель, невеликих бухт та острівців, які складають відносно захищену екосистему для багатьох живих видів.
Загальна площа парку 520 км², з яких 85 км² на суші та 435 км² морська територія. Основна частина його простягається через комуни Марселя, Кассі та Ля Сьота. Парк охоплює масив Каланок, острови Фріульського архіпелагу, Ріульський архіпелаг та масив Кап Канай, скелі якого, доходячи до 350 м є найвищою точкою Каланок. Це улюблене місце скелелазів. Тут тренувався відомий французький альпініст Гастон Ребюффа.
У схилах скель знаходиться велика кількість печер, частина яких залита водою. Найвідоміша з них — печера, стіни якої вкриті наскельним живописом доби палеоліту Печера Коске.
Протягом століття ця місцевість є популярним туристичним місцем. Кожного року Парк зустрічає від 1,5 до 2 мільйона відвідувачів.

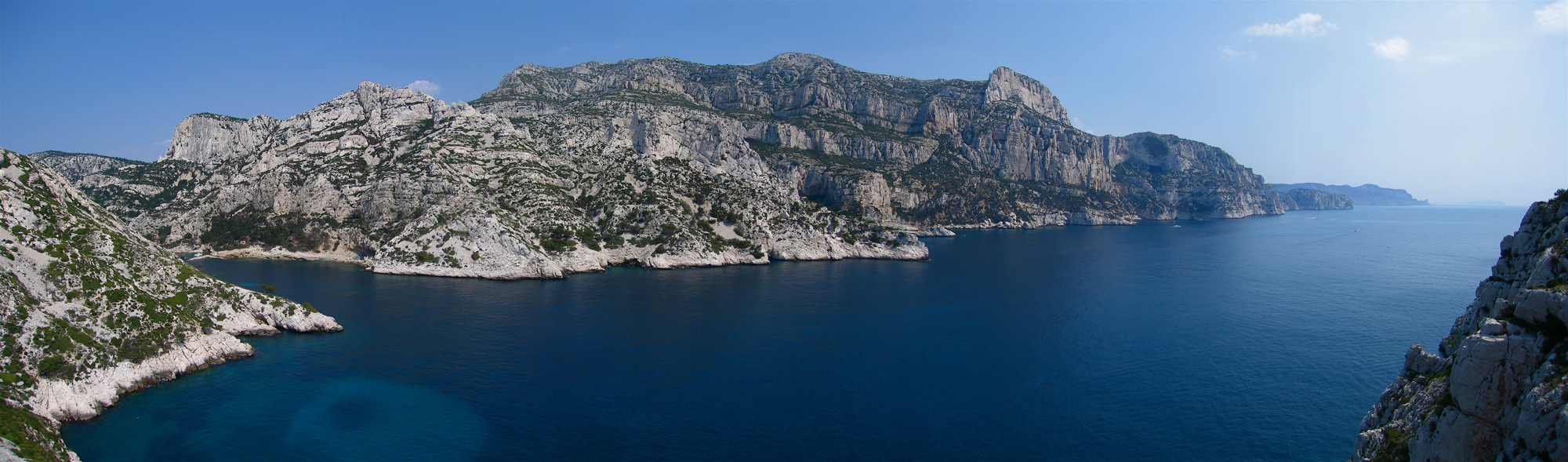
Панорама каланок Моржю та Сюжітон. На горизонті Кап Канай та найвища точка Орлиного дзьоба.